# Espinhassoa
Espinhassoa – rodzaj roślin z rodziny storczykowatych (Orchidaceae). Rodzaj jest endemitem Regionu Południowo-Wschodniego w Brazylii.

## Systematyka
Rodzaj sklasyfikowany do podplemienia Spiranthinae w plemieniu Cranichideae, podrodzina storczykowe (Orchidoideae), rodzina storczykowate (Orchidaceae), rząd szparagowce (Asparagales) w obrębie roślin jednoliściennych.
Wykaz gatunków
- Espinhassoa glaziovii (Cogn.) Salazar & J.A.N.Bat.
- Espinhassoa rhombiglossa (Pabst) Salazar & J.A.N.Bat.